# Wanaty
Wanaty – wieś w Polsce położona w województwie śląskim, w powiecie częstochowskim, w gminie Kamienica Polska.
W latach 1975–1998 miejscowość administracyjnie należała do województwa częstochowskiego.

## Etymologia nazwy
Nazwa wsi wywodzi się od określenia miejsca położonego na mokradłach, bagnach (czes. banatky, węg. banat) Takie warunki środowiskowe były typowe od strony Zawady i Kamieniczki. Przez Wanaty płynie potok Buczydło, mający swój początek pod Górą Łysiecką, który w czasie wiosennych roztopów znacznie zwiększa swoją objętość.

## Historia
Pierwsza wzmianka o wsi w dokumentach parafii w Poczesnej pochodzi z 1662 roku.
W 1782 we wsi było tylko 10 chałup, w 1791 było ich 16. W 1791 Wanaty liczyły 83 mieszkańców (42 mężczyzn i 41 kobiet). W spisie z 1789 wymienione były następujące rodziny: Szymczykowie, Grucowie, Czerwikowie, Drozdowie, Golisowie, Churasowie, Noconiowie. Z akt parafialnych pobliskiej Poczesnej wynika, że najstarsze rodziny: Foxów, Grzybów, Golisów i Noconiów, osiedliły się we wsi już z początkiem XVIII wieku. W 1827 wieś miała 22 domy, w których mieszkało 147 osób. Domy były rozrzucone pomiędzy miejscem zwanym Miklosie, Karoliną, Wanatami pierwszymi (przy drodze z Częstochowy do Romanowa), a także bliżej Kamieniczki. Są też części wsi zwane "Krzaki", "Piaski" i "Pustkowie". Ta rozległość osady spowodowała powstanie powiedzenia: "zaginął jak dziad na Wanatach". Gleby wokół Wanat były niezbyt urodzajne, piaszczyste, w części podmokłe. 
W Królestwie Polskim wieś wchodziła w skład dóbr rządowych ekonomii Poczesna, jednej z pięciu w regionie częstochowskim. W 1854 roku miała powierzchnię 648 mórg. 
W latach 1954–1961 wieś była siedzibą gromady, następnie do 1973 wchodziła w obszar gromady Kamienica Polska. 

## Parafia rzymskokatolicka
W Wanatach znajduje się rzymskokatolicka parafia bł. Karoliny Kózkówny i kościół pod tym samym wezwaniem. 

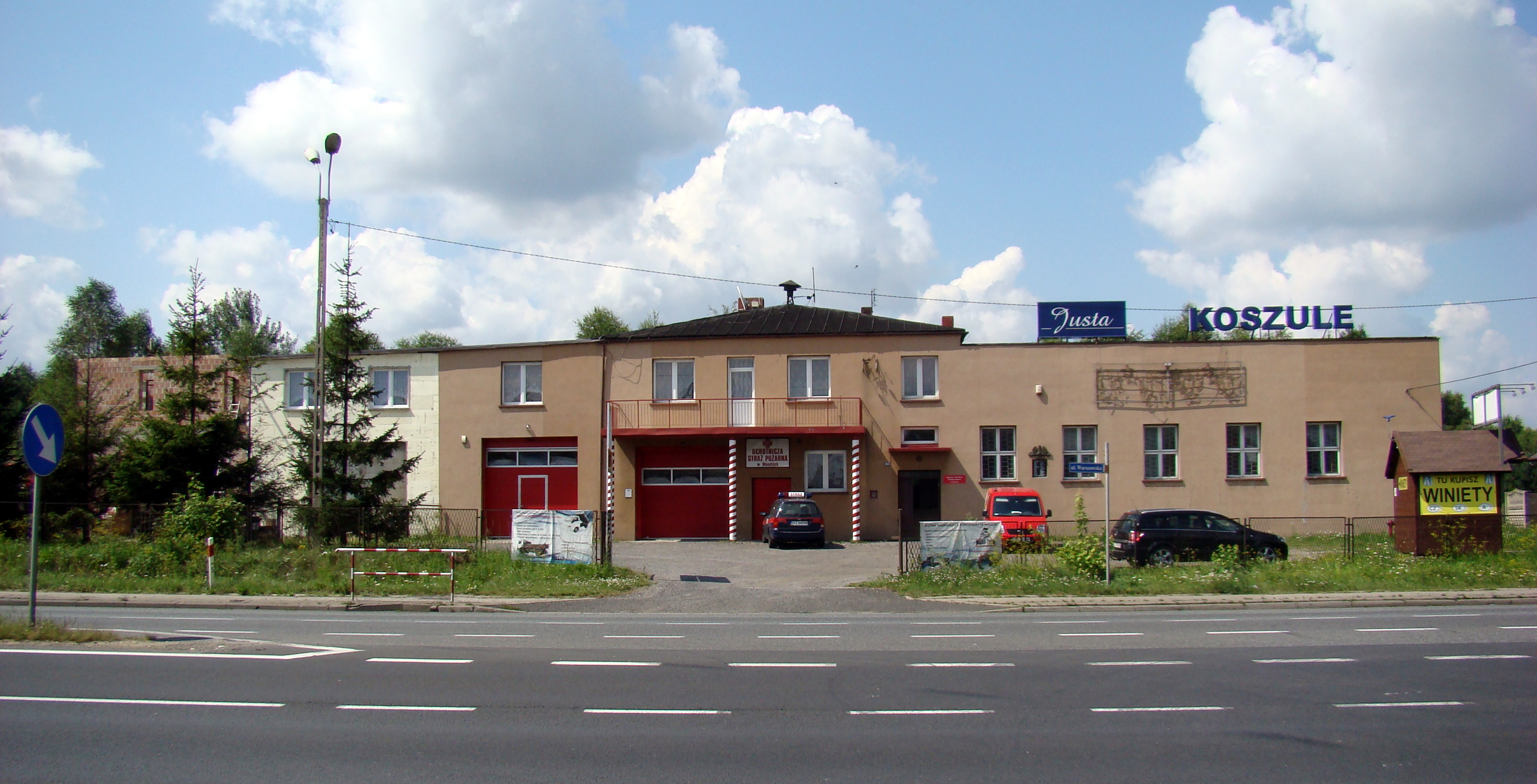
Remiza strażacka przy DK 1

## Ochotnicza Straż Pożarna
Wieś Wanaty posiada własną jednostkę Ochotniczej Straży Pożarnej. Została założona w 1951 roku przez 17 strażaków.

## Komunikacja

### Drogi
- Częstochowa–Podwarpie

### Linie autobusowe
- W Wanatach znajdują się przystanki autobusowe obsługiwane przez połączenia PKS Częstochowa: Częstochowa-Koziegłowy-Częstochowa, Częstochowa-Tarnowskie Góry-Częstochowa, Pajęczno-Katowice-Pajęczno, Częstochowa-Kraków-Częstochowa.